# Jacob Georg Agardh
Jacob Georg Agardh (født 8. december 1813 i Lund, død 7. januar 1901 sammesteds) var en svensk botaniker, fykolog, og taksonom.

## Karriere
Han var søn af Carl Adolph Agardh og blev i 1854 udnævnt til professor i botanik ved Lunds Universitet. Agardh blev i 1862 udnævnt til at være den daværende blåtryk for den botaniske have Botaniska trädgården i Lund.
I 1849, blev han valgt som medlem af Kungliga Vetenskapsakademien. Agardh blev valgt af et udenlandsk æresmedlem af American Academy of Arts and Sciences i 1878.

## Værker
Hans hovedværk, var Species, Genera et Ordines Algarum (4 vols., Lund, 1848-63),.
Autornavnet J. Agardh kan bruges for Jacob Georg Agardh sammen med et videnskabeligt artsnavn inden for botanikken. (Wikipedia-artikler der bruger autornavnet)